# Soziale Innovation
Unter Sozialer Innovation versteht man in der Soziologie und im Innovationsmanagement den Prozess der Entstehung, Durchsetzung und Verbreitung von neuen sozialen Praktiken in unterschiedlichen gesellschaftlichen Bereichen. Frances Westley definiert den Begriff als „jede Initiative (Produkt, Prozess, Programm, Projekt oder Plattform), welche die bestimmenden Routinen, Ressourcen- und Entscheidungsflüsse oder Überzeugungen des weitgefassten sozialen Systems, in das sie eingeführt wird, infrage stellt und im Laufe der Zeit zu seiner Veränderung beiträgt“.
Während ‚Innovation’ wörtlich ‚Neuerung’ oder ‚Erneuerung’ bedeutet, ist mit ‚sozial’ entweder die Interaktion von Menschen oder – wenn es normativ gebraucht wird – ‚gut für die Gesellschaft und ihre Mitglieder’ gemeint. In der Innovationsforschung werden soziale Innovationen entweder als Voraussetzung, Begleiterscheinung oder als Folge technischer Innovationen thematisiert. Die Fragen, was eine Innovation zu einer sozialen Innovation macht, ob dabei der gesellschaftliche Nutzen das entscheidende Kriterium ist und wie sich dieser bestimmen lässt, werden kontrovers diskutiert. Weitgehend Einigkeit besteht hingegen darüber, dass sich der Begriff auf Innovationen bezieht, die im direkten Zusammenhang mit der Suche nach Lösungen für gesellschaftliche Probleme und Herausforderungen stehen. Bei diesen Lösungen handelt es sich oft um neue Arten der Kommunikation und Kooperation. Die Auseinandersetzung mit sozialen Innovationen als ein zentrales gesellschaftstheoretisches wie politisches Konzept gewinnt zunehmend an Bedeutung. Die Forschung zu sozialen Innovationen ist von disziplinären Silos geprägt.

## Entstehung des Begriffes
Die Erwähnung Sozialer Innovationen geht bis auf die Ursprünge der Innovationsforschung zurück, als deren Begründer Joseph Schumpeter mit seiner 1912 veröffentlichten „Theorie der wirtschaftlichen Entwicklung“ gilt. Als ein eigenständiges Phänomen wird Soziale Innovation im deutschen Sprachraum erstmals systematisch in einem Beitrag von Wolfgang Zapf aus dem Jahr 1989 behandelt. Zapf definierte soziale Innovationen als „neue Wege, Ziele zu erreichen, insbesondere neue Organisationsformen, neue Regulierungen, neue Lebensstile, die die Richtung des sozialen Wandels verändern, Probleme besser lösen als frühere Praktiken, und die deshalb wert sind, nachgeahmt und institutionalisiert zu werden“. Damit soziale Innovationen zustande kommen, sind – wie bei technischen – laut Zapf wissenschaftlicher Fortschritt und praktische Erfahrung notwendig. Der in Anlehnung an Zapf entstandene Beitrag von Gillwald (2000) enthält eine ähnliche Definition: „Soziale Innovationen sind, kurz gefasst, gesellschaftlich folgenreiche, vom vorher gewohnten Schema abweichende Regelungen von Tätigkeiten und Vorgehensweisen. Sie sind überall in gesellschaftlichen Systemen möglich, im Ergebnis Verhaltensänderungen und verwandt aber nicht gleich mit technischen Innovationen“.
Beginnend mit der Thematisierung der „Grenzen des Wachstums“ und einer zunehmend kritischen Perspektive auf technologische Entwicklungen und ihr Problemlösungspotenzial in den 1970er Jahren ist immer öfter von der Notwendigkeit umfassender sozialer Innovationen die Rede. Diese Tendenz wird in Reaktion auf eine nach wie vor technikfixierte Innovationspolitik weiter verstärkt. Obwohl der Begriff so in den letzten Jahren große Verbreitung und Aufmerksamkeit erfahren hat, ist er gleichzeitig inhaltlich äußerst unscharf geblieben und wird meist im Sinne einer rein deskriptiven Metapher für alle möglichen Phänomene im Bereich sozialen Wandels verwendet. Mit der wachsenden Bedeutung des Konzeptes in der gesellschaftlichen und politischen Debatte lässt sich eine Intensivierung der wissenschaftlichen Beschäftigung mit dem Thema feststellen. Vor diesem Hintergrund haben sich die Anstrengungen zur wissenschaftlichen Fundierung des Konzeptes intensiviert. Dabei werden Konturen eines neuen übergreifenden Forschungsfeldes sichtbar. Wichtige Beiträge zur sozialwissenschaftlichen Fundierung des Konzeptes kamen dabei in den letzten Jahren von der Sozialforschungsstelle der TU Dortmund. In ihren Arbeiten entwickeln Jürgen Howaldt und Michael Schwarz in Auseinandersetzung mit aktuellen Entwicklungen der sozialwissenschaftlichen Innovationsforschung ein theoretisch-fundiertes Konzept und definieren soziale Innovationen als die Neukonfiguration sozialer Praktiken.
Aktuelle Diskussionen betonen die Notwendigkeit eines integrativen Ansatzes in der Forschung zu sozialen Innovationen, da disziplinäre Silos die Entwicklung eines einheitlichen Verständnisses des Feldes behindern, was eine integrative Herangehensweise erfordert, die unterschiedliche disziplinäre Perspektiven vereint, um ein umfassenderes Verständnis sozialer Innovationen zu ermöglichen.

## Theoretischer Hintergrund
Im Innovationsverständnis von Schumpeter hatten soziale Innovationen die flankierende Funktion, um die ökonomische Effektivität von technischen Innovationen zu gewährleisten. Dies galt für die Bereiche der Wirtschaft, der Kultur, der Politik und des gesellschaftlichen Lebens. Doch erst mit dem Übergang von der Industrie- zur Wissens- und Dienstleistungsgesellschaft, der eine Bedeutungszunahme sozialer Innovationen gegenüber technischen nach sich zog, konnte sich soziale Innovation als ein eigenständiges Konzept in der Wissenschaft etablieren. Dieses Konzept nimmt eine zentrale Rolle in einem sich herausbildenden neuen Innovationsparadigma ein, das davon ausgeht, dass Innovation nicht mehr als ein linear ablaufender Vorgang (von Wissenschaft und Forschung hin zu marktfähigen Produkten und Dienstleistungen), sondern als ein komplexer sozialer Prozess stattfindet. Ein wesentliches Kennzeichen dieses neuen Innovationsparadigmas ist die Öffnung des Innovationsprozesses hin zur Gesellschaft. Neben Unternehmen, Hochschulen und Forschungseinrichtungen werden auch Bürger und Kunden zu relevanten Akteuren im Innovationsprozess, indem sie bei der Entwicklung neuer Produkte zur Lösung von Problemen beitragen. Begriffe und Konzepte wie ‚Open Innovation’, Kundenintegration, Netzwerke spiegeln einzelne Aspekte dieser Entwicklung wider.
Die Forschung zu sozialen Innovationen ist durch die Dominanz der Managementdisziplin geprägt ist, was zu einer Vernachlässigung anderer Aspekte führt: Verschiedene Sektoren (öffentlicher Sektor, Privatsektor, Zivilgesellschaft) haben unterschiedliche Stärken und Schwächen in Bezug auf soziale Innovationen, die bislang von der Forschung nur unzureichend anerkannt sind; auch sind soziale Innovationen in spezifischen räumlichen Kontexten eingebettet, und die Berücksichtigung von Betrachtungsumfang (z. B. Umwelt, Politik, Wirtschaft, Kultur) und Ort ist entscheidend für das Verständnis ihrer Wirkung; und zudem gibt es zwei konkurrierende Denkschulen im Feld der sozialen Innovationen – die instrumentelle, marktorientierte Perspektive und die demokratische, partizipative Perspektive, wobei die instrumentelle Perspektive von der Forschung bislang bevorzugt wurde.
In der betriebswirtschaftlichen und auch in der sozialwissenschaftlichen Forschung bleiben allerdings die Fokussierung auf technische Innovationen vorherrschend. In der deutschen Technik- und Industriesoziologie – innerhalb der Soziologie an erster Stelle in der Innovationsforschung aktiv – spielt soziale Innovation als Konzept noch keine große Rolle. Mit Werner Rammert erkennt ein renommierter deutscher Techniksoziologe soziale Innovation als eigenständiges Konzept an und fordert unter dessen Berücksichtigung eine grundlegende konzeptionelle Neuausrichtung der Innovationsforschung. Rammert schlägt ein zweistufiges Modell vor, das Innovationen nach Relationen zum einen und nach Referenzen zum anderen kennzeichnet. Die Relationen werden in der zeitlichen (alt/neu), sachlichen (gleichartig/neuartig) und sozialen (normal/abweichend) Dimension bestimmt. Die Referenzen, die sich auf die Innovationsziele beziehen, sind z. B. die wirtschaftliche, die politische, die soziale oder die künstlerische Innovation. Damit spricht sich Rammert auch für eine konzeptionelle Differenzierung von technischen und sozialen Innovationen aus, weil sich diese – seinem Modell entsprechend – auf zwei völlig unterschiedlichen logischen Stufen befinden. „Technisch oder technisiert im Hinblick auf Innovationen bezieht sich auf die Art der konstituierenden Relationen und ist keine eigenständige Referenz“, ganz im Gegensatz zu ‚sozial’.
Allerdings lassen sich gerade in neuester Zeit kaum noch wichtige soziale Innovationen in entwickelten Gesellschaften aufzeigen, die nicht eng mit technischen und insbesondere medientechnischen Innovationen verknüpft sind. Wenn soziale Innovationen immer auch von neuen Interaktionsformen ermöglicht oder flankiert werden, müssen Interaktionsmedien wie z. B. die sozialen Netzwerke dabei eine erhebliche Rolle spielen. So sind die Konzepte des Open Innovation, des E-Commerce oder der Kundenintegration in Produktentwicklung und -konfiguration ohne Internet, Datenbanken, Suchmaschinen usw. nicht realisierbar und regen umgekehrt deren Weiterentwicklung an. Das Web 2.0 bildet die technische Plattform für zahlreiche soziale Innovationen, wie umgekehrt das normative Leitmotiv des Prosumers die Entwicklung des Web 2.0 vorantreibt. Das Internet setzt als Medium sogenannte „Megatrends“ um, wie z. B. Transparenz, und katalysiert diese.
Zu den weiteren theoretisch-konzeptionellen Forschungsfragen zählen die Fragen, was eine Innovation zur sozialen Innovation macht, ob es überhaupt einen spezifischen Gegenstandsbereich sozialer Innovation gibt, wie sich Soziale Innovation und sozialer Wandel unterscheiden, was die Bedingungen und Wege ihrer Genese und Verbreitung kennzeichnet und welche Rolle die Sozialwissenschaften bei der Hervorbringung oder Bewertung von sozialen Innovationen spielen können und sollen. Die Frage, wie der Zusammenhang von sozialen Innovationen und sozialem Wandel in einer nicht normativ angelegten Theorie sozialer Innovation zu erfassen ist, haben Jürgen Howaldt und Kollegen in praxistheoretischer Perspektive und unter Rückgriff auf die Sozialtheorie von Tarde in den Mittelpunkt ihrer Arbeiten gestellt.
Soziale Innovationen sind oft mit inhärenten Spannungen konfrontiert sind, insbesondere in Bezug auf den Betrachtungsumfang (scale): Einerseits besteht das Ziel darin, erfolgreiche soziale Innovationen zu verbreiten, um eine breitere gesellschaftliche Wirkung zu erzielen (scaling up); andererseits müssen diese Innovationen in den lokalen Kontexten verwurzelt sein, um effektiv zu sein. Diese „Spannung des Betrachungsumfangs“ erfordert ein Verständnis der verschiedenen Ebenen, auf denen soziale Innovationen wirken, und der Beziehungen zwischen ihnen (vgl. Panarchie).
Auf der Ebene der Akteure wird neben Fragen der Motivation erforscht, unter welchen Bedingungen die Akteure zivilgesellschaftlich motivierter sozialer Innovationen mit bisherigen Entscheidungsträgern aus Staat, Politik und Wirtschaft kooperieren können.

## Forschungsfelder
Soziale Innovationen kommen in vielfältigen Formen in unterschiedlichsten Gesellschaftsbereichen vor und lassen somit eine ganze Reihe von Forschungsfeldern entstehen. Zu den Themen, die insbesondere im Fokus der Forschung stehen, zählen Innovationen im Bereich der Dienstleistungen (mit besonderer Berücksichtigung sozialer und gesundheitsbezogener Dienstleistungen), innerhalb der Unternehmen und Organisationen mit neuen Innovations- (z. B. Corporate Social Innovation) und Managementkonzepten, in lokalen und regionalen Ansätzen von Human-Resource-Management und Qualifizierungsstrategien, im Bereich der Nachhaltigkeit (z. B. regionale Bewältigung der Folgen des Klimawandels), in der sozialen Ökonomie und sozialen Integration, in der Kultur- und Kreativwirtschaft, im Einsatz von Informations- und Kommunikationstechnologien.
Es gibt verschiedene Kernbereiche, die in der Forschung zu sozialen Innovationen vertieft werden könnten: Hierzu zählt die Aktivierung sektoraler Vorteile, wodurch die spezifischen Stärken und Schwächen der verschiedenen Sektoren (öffentlich, privat, zivilgesellschaftlich) in der Forschung berücksichtigt werden, um zu verstehen, wie sie effektiv zur sozialen Innovation beitragen können; das Verständnis des Betrachtungsumfangs (scale) und seiner Implikationen, wodurch sie untersuchen lässt, wie soziale Innovationen auf verschiedenen Ebenen (lokal, regional, national, global) wirken und wie sie über diese Ebenen hinweg übertragen werden können; und der verstärkte Fokus auf demokratische Ansätze in der sozialen Innovation fokussiert werden, die Beteiligung und Mitbestimmung fördern, um gerechtere und inklusivere Lösungen für gesellschaftliche Probleme zu entwickeln.
Es gab in der Wissenschaft bereits mehrere Versuche, die Erscheinungsformen sozialer Innovationen und die damit verbundenen Forschungsfelder zu katalogisieren. Gillwald etwa ordnet ausgewählte Beispiele sozialer Innovationen drei großen gesellschaftlichen Funktionsbereichen – der Bürgergesellschaft, der Wirtschaft und dem Staat – zu. Im Bereich der Bürgergesellschaft ist es bspw. der Bedeutungszuwachs nichtehelicher Lebensgemeinschaften oder die Umweltbewegung, im Bereich der Wirtschaft die Einführung der Fließbandarbeit, Qualitätsmanagement und Fast-Food-Ketten, im Bereich staatlichen Handelns die Einführung der Sozialversicherung und die in den 1970er Jahren eingeleitete Gebietsreform.
Die vier Forschungsfelder, in denen das Konzept sozialer Innovation in der sozialwissenschaftlichen Forschung mittlerweile vermehrt angewandt wird, wurden von Moulaert, Martinelli, Swyngedouw und Gonzalez identifiziert. Demnach findet es Anwendung in der Management- und Organisationsforschung, in Untersuchungen zum Zusammenhang von Wettbewerbsfähigkeit und gesellschaftlicher Verantwortung von Unternehmen, in der Kreativitätsforschung und im Zusammenhang mit Prozessen der lokalen und regionalen Entwicklung. Einen umfassenden Überblick über die internationalen Felder der sozialen Innovationsforschung liefert der Atlas of Social innovation.
Um sozialer Innovation auch in der Praxis zum Durchbruch zu verhelfen, wird die Forschung zunehmend durch ausgewiesene Studiengänge wie den Master of Arts in Social Innovation oder den BA Management Sozialer Innovation an der Hochschule München unterstützt, die Managementwissen zur Gestaltung, Umsetzung und Begleitung sozialer Innovationen vermitteln. Der Masterlehrgang „Management sozialer Innovationen“, durchgeführt von der Akademie für Sozialmanagement in Kooperation mit der FH Oberösterreich, richtet sich dezidiert an Führungskräfte im sozialwirtschaftlichen Bereich.

## Soziale Innovation in Gesellschaft und Politik
Im zivilgesellschaftlichen Diskurs werden Soziale Innovationen etwa seit der Jahrtausendwende vermehrt eingefordert. Dies spiegelt sich nicht zuletzt wider in der Entstehung von nicht-staatlichen Einrichtungen (z. B. Stiftungen und Instituten) in vielen Ländern, die zur Verbreitung sozialer Innovationen entscheidend beitragen. So setzt sich zum Beispiel das 1990 in Wien gegründete Zentrum für Soziale Innovation im Rahmen des Aktionsprogramms „Soziale Innovation 2015“ dafür ein, dass bis zum Jahr 2015 „Konzepte für soziale Innovationen in öffentlichen Diskursen wirksam verankert und in zentralen gesellschaftlichen Sektoren wie Wirtschaft, Bildung und Politik eine wachsende Zahl von effektiven sozialen Innovationen realisiert werden“ und ihnen „ein ähnlicher Stellenwert zukommt, wie ihn bisher nur wirtschaftlich verwertbare technische Innovationen haben“.
Im Unterschied zu technischen Innovationen geht es im Sozialbereich weniger darum, neue Produkte, Prozesse oder Marketing-Strategien zu entwickeln, sondern insbesondere neue Rollen, Beziehungen, Normen und Werte zu entdecken. Ein schönes Beispiel bietet die weltweite Verbreitung von Straßenzeitungen in den 1990er Jahren. Auf die Herausforderung, niederschwellige Arbeitsplätze zu schaffen und Artikulationsmöglichkeiten für Menschen am Rande der Gesellschaft zu bieten, wurde durch das Konzept der Straßenzeitung eine völlig neue Antwort gefunden. Diese Magazine sind mittlerweile vom Bild vieler Städte nicht mehr wegzudenken. Das Spektrum der möglichen Beweggründe für Innovation in Organisationen der Sozialwirtschaft ist breit und hängt oft mit dem eigenen Verständnis von Zielen und Wirkungen zusammen. Impulse für Innovation reichen von der Erwirtschaftung finanzieller Mitteln zur Querfinanzierung von Aktivitäten, die sich per se nicht rechnen würden, bis hin zu neuen Zugängen zur Erfüllung der eigenen Mission. Zwischen Finanz- und Sachzielen kann es dabei durchaus zu Widersprüchen und Dilemmata kommen, welche von den Organisationen gelöst werden müssen.
Auch auf der politischen Ebene ist ein zunehmendes Bewusstsein für die Bedeutung sozialer Innovationen als Innovationsmotoren der Gesellschaft festzustellen. In den USA wurde nach dem Amtsantritt von Präsident Obama ein „Büro für Soziale Innovationen und Bürgerbeteiligung“ im Weißen Haus eingerichtet sowie ein „Fonds für Soziale Innovationen“ mit 50 Millionen US-Dollar im Haushaltsjahr 2010 ausgestattet. Inhalte sind Bildung und Erziehung, Gesundheit sowie wirtschaftliche Fragen und Probleme. Die EU-Kommission ist ebenfalls dabei, soziale Innovationen stärker zu fördern und zu ihrer Verbreitung beizutragen. Kommissionspräsident Barroso sagte 2009: „Kreativität und Innovation im Allgemeinen und soziale Innovation im Besonderen sind gerade in Zeiten der Wirtschafts- und Finanzkrise die wesentlichen Faktoren für die Förderung von nachhaltigem Wachstum, die Sicherung von Arbeitsplätzen und die Steigerung der Wettbewerbsfähigkeit“. Bereits in den 1990er Jahren hatte in der europäischen Innovationspolitik ein Umdenken begonnen. In den EU-Forschungsrahmenprogrammen wurde das Soziale gegenüber der Technik deutlich aufgewertet und im Grünbuch der Innovation, das die EU-Kommission 1995 herausgab, hieß es: „Innovation ist nicht nur ein wirtschaftlicher Mechanismus oder ein technischer Prozess. Sie ist vor allem ein soziales Phänomen […]. Von daher sind Zweckbestimmung, Folgen und Rahmenbedingungen der Innovation eng mit dem sozialen Klima verbunden, in dem sie entsteht.“
Soziale Innovationen werden nicht nur von einzelnen Akteuren oder Organisationen vorangetrieben werden, sondern erfordern ein Verständnis der politischen und sozialen Dynamiken, da soziale Probleme oft komplex und umstritten sind und Lösungen daher ein hohes Maß an Beteiligung und Einbindung verschiedener Interessengruppen erfordern. Dies erfordert eine stärkere Berücksichtigung ethischer und moralischer Aspekte in der Forschung zu sozialen Innovationen, insbesondere im Hinblick auf Fragen der Gerechtigkeit, Gleichheit und sozialen Verantwortung.

## Beispiele für Soziale Innovationen
Viele soziale Innovationen entstehen im Umfeld der großen gesellschaftlichen Herausforderungen:
| Gesellschaftliche Herausforderung              | Soziale Innovation             | Beschreibung oder Slogan                                                                          |
| ---------------------------------------------- | ------------------------------ | ------------------------------------------------------------------------------------------------- |
| Klimawandel / Nachhaltige Energie              | Bürgerenergiegenossenschaft    | Bürger produzieren ihre elektrische Energie selbst                                                |
|                                                | Energy Sharing                 | Gemeinschaftliches Erzeugen und Verbrauchen von elektrischem Strom in der Region                  |
|                                                | Energienachbarschaft           | Haushalte wetten mit ihrer Heimat-Stadt um Energieeinsparung                                      |
|                                                | Fossil Free Deutschland        | wirbt für die Beendigung der Kohle-Verstromung                                                    |
|                                                | Carrotmob                      | unterstützt Ladenbesitzer, in energiesparende Ladeneinrichtungen zu investieren                   |
|                                                | Solarcamp                      | Kurzweilige Ferienlager zur Qualifikation von Hilfskräften für die Photovoltaik-Montage           |
|                                                | Solarparty                     | Nachbarn klären gemeinsam Fragen zur Installation eigener Solaranlagen                            |
|                                                | Climate Café (Klimacafé)       | Selbsthilfegruppe zur Bewältigung von Klimaangst                                                  |
|                                                | Energiecafé                    | Nachbarschaftliche Energieberatung und Selbsthilfe beim Wechsel zur Nutzung erneuerbarer Energien |
| Ressourcen-Effizienz                           | Freecycle                      | tauschen statt neu kaufen                                                                         |
|                                                | Öffentlicher Bücherschrank     | tauschen statt neu kaufen                                                                         |
|                                                | Repair-Café                    | reparieren statt neu kaufen                                                                       |
|                                                | Murks nein Danke               | Initiative gegen geplante Obsoleszenz                                                             |
|                                                | Umsonstladen                   | anderen Dinge zur Verfügung stellen, die man selbst nicht mehr braucht                            |
|                                                | Givebox                        | wetterfeste Behälter, in der jeder nicht mehr benötigte Gegenstände ablegen kann                  |
|                                                | Nähcafé                        | Kleider selbst nähen, mit professioneller Unterstützung                                           |
|                                                | ReUse Computer                 | funktionsfähige Computer werden (von anderen) weiterverwendet                                     |
|                                                | Kunst-Stoffe                   | Verein, der in Berlin Altstoffe einsammelt und Workshops anbietet                                 |
|                                                | frents, leihdirwas, Fairleihen | Verleih-Plattformen nach dem Motto: „Leihen ist das neue Kaufen“                                  |
|                                                | Lets-share                     | Verzeichnis von Tausch-Plattformen                                                                |
|                                                | Leila                          | Leila ist ein Leihladen als Bibliothek für Dinge in Berlin                                        |
|                                                | Tauschring / Tauschkreis       | Nachbarschaftshilfe auf Gegenseitigkeit                                                           |
|                                                | Leerstandsmelder               | Möglichkeit, leer stehende Wohnungen und Grundstücke im Internet darzustellen                     |
|                                                | Platzpark                      | Umwidmung eines Parkplatzes                                                                       |
| Gesunde Ernährung / Nachhaltige Landwirtschaft | Solidarische Landwirtschaft    | selbst ernten statt im Supermarkt kaufen                                                          |
|                                                | Foodsharing                    | hilft den Anteil der weggeworfenen Lebensmittel zu reduzieren                                     |
|                                                | Meine Ernte                    | einen eigenen Garten haben, in dem man neben Unkraut jäten nur noch ernten muss                   |
|                                                | Urban Gardening                | sorgt neben Gemüse auch für ein besseres Mikroklima in der Stadt                                  |
|                                                | Mundraub                       | Verzeichnis von Obstbäumen, die zum Abernten bereitstehen                                         |
| Sanfte Mobilität                               | Fahrradverleihsystem           | Nextbike, Call-a-Bike und andere                                                                  |
|                                                | Critical Mass                  | Radfahrer zeigen, dass Straßen auch für sie da sind                                               |
|                                                | Parking Day                    | der urbane Raum ist mehr als nur Park-Raum                                                        |
|                                                | flinc                          | Internet-Plattform zur Vermittlung von Mitfahrgelegenheiten                                       |
|                                                | Bürgerbus                      | von Bürgern organisierte Busse die Lücken im ÖPNV-Angebot schließen                               |
|                                                | Privates Carsharing            | geteilte Autos brauchen weniger Parkraum                                                          |
|                                                | Autofreier Sonntag             | es geht auch einmal ohne Auto                                                                     |
|                                                | Walking bus (/ Pedibus)        | Schüler laufen gemeinsam in die Schule                                                            |
| Demografischer Wandel                          | Mehrgenerationenhaus           | organisiertes Zusammenleben der Generationen                                                      |
| Demokratische Bildung und politische Teilhabe  | Demokratiecafé                 | Wiederkehrende Nachbarschaftstreffen zur lokalen Bürgerbeteiligung und Bedürfnisermittlung        |

Beispiele für soziale Innovationen die helfen, die Große Transformation möglich zu machen und innerhalb der globalen Leitplanken zu bleiben:
- CouchSurfing – eine vorübergehend leer stehende Wohnung wird genutzt
- Haustauschferien – die eigene Wohnung oder das eigene Haus im Austausch anderen zur Verfügung stellen[46]
- Transition Towns – Nachhaltigkeitsinitiative, gegründet von Rob Hopkins
- Nachhaltigkeitstag in Baden-Württemberg[47] – eine landesweite Messe der Beispiele
- Reallabore – die Wissenschaft nimmt sich vor, zusammen mit der Zivilgesellschaft an der Bewältigung der Großen gesellschaftlichen Herausforderungen zu forschen

Beispiele für soziale Innovationen zugunsten gemeinnütziger Organisationen bzw. zugunsten von Bedürftigen:
- Pfandtastisch helfen[48] – mit dem Flaschenpfand gemeinnützige Organisationen unterstützen
- Pfand geben[49] – Pfandflaschen abholen lassen zugunsten von Bedürftigen
- Deutschland rundet auf[50] – Aktion zugunsten gemeinnütziger Organisationen